# 蔡衍榮
蔡衍榮（1949年11月10日—），中華民國企業家，企業家蔡阿仕之子、旺旺集團總裁蔡衍明之兄，台北市大稻埕望族蔡合源家族第三代。早年曾赴日本早稻田大學求學，與妻育有一子。現為神旺大飯店董事長、旺台環境文化基金會董事長等職，2006年據估身價約7.6億美元。長期捐助中學生清寒獎學金及贊助藝文活動，2008年獨資於祖厝蔡合源宅第成立旺台環境文化基金會，多年來無償修復台北市多處古蹟，2013年獲台北市政府頒發「台北市傑出市民證書」。

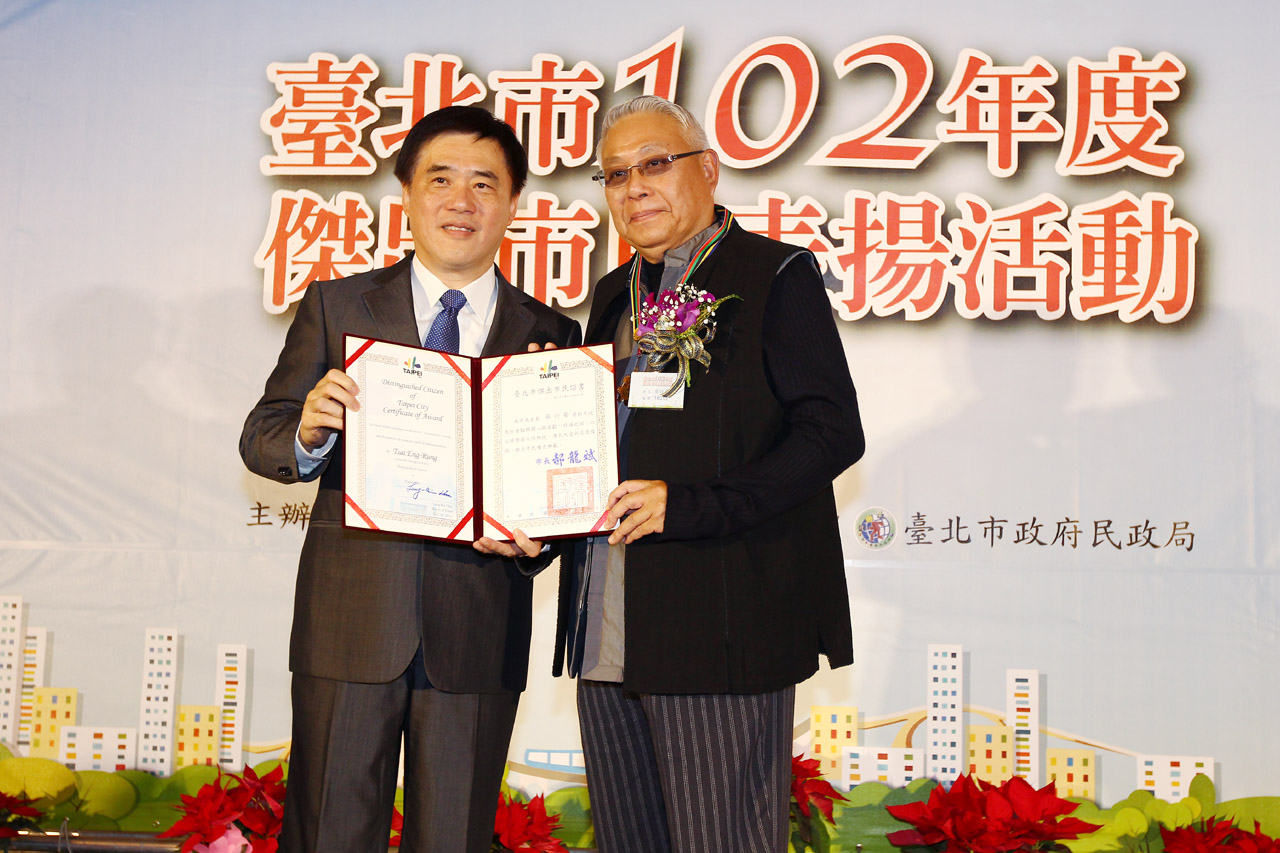
蔡衍榮獲頒臺北市傑出市民證書

蔡衍榮固守家業宜蘭食品，與民主進步黨「宜蘭幫」政治人物如游錫堃等多有往來，曾贊助力挺蔡英文等民進黨多位政治人物。柯文哲市府時代，他曾是臺北市政府大陸小組（俗稱「兩岸小組」）成員。他早年旅居日本及歐洲時廣泛收藏藝術品，並長期支持台灣本土藝術家（如朱銘），小部分收藏品於神旺大飯店旗下各飯店展出。

## 家族
蔡衍榮為蔡合源家族第三代之長子，家世顯赫。蔡衍榮祖父蔡戲於台灣日治時期在臺北州三重埔經營大型造紙廠「合源製紙工廠」。父親蔡阿仕拓展家業，經營宜蘭食品、台北市「中央戲院」及「麗都游泳池」，並私人捐贈了第一座公共圖書館。母親蔡陳招來自台灣老牌上市公司大洋塑膠創辦人陳芳鑄家族。胞姊蔡澄江為旺普建設董事長；姐夫鄭俊達為臺大醫院知名醫師，曾任臺北市中山醫院院長。
2013年12月23日，蔡衍榮與蔡衍明出錢出力建造的福建省石獅市靈秀鎮華山村華山小學「仕招教學樓」揭牌，蔡衍榮與蔡衍明出席揭牌儀式，蔡衍榮代表蔡合源家族上台發言。2016年8月7日，上報引述匿名消息來源指出，臺北市市長柯文哲與蔡衍明見面時，蔡衍明總會拉上蔡衍榮作陪。2019年10月31日，蔡衍榮與蔡衍明共同出席中國電視公司50週年台慶茶會。
2014年11月23日，蔡衍榮獨子蔡紹仁（旺台文化教育基金會創會董事長）迎娶中天新聞前主播吳依潔。